# Друхово
Друхово (пол. Druchowo) — село в Польщі, у гміні Рацьонж Плонського повіту Мазовецького воєводства.
Населення — 85 осіб (2011).
У 1975-1998 роках село належало до Цехановського воєводства.

## Демографія
Демографічна структура станом на 31 березня 2011 року:
|          | Загалом | Допрацездатний вік | Працездатний вік | Постпрацездатний вік |
| -------- | ------- | ------------------ | ---------------- | -------------------- |
| Чоловіки | 42      | 14                 | 24               | 4                    |
| Жінки    | 43      | 5                  | 27               | 11                   |
| Разом    | 85      | 19                 | 51               | 15                   |